# Feetloaf
Feetloaf là một món ăn với nguyên liệu chính từ thịt được phục vụ chủ yếu trong lễ Halloween. Tài liệu sớm nhất về món ăn đã xuất hiện trên một blog ẩm thực vào năm 2009, dựa trên công thức được tìm thấy trong cuốn sách dạy nấu ăn theo mùa bày bán tại quầy thanh toán của cửa hàng tạp hóa. Công thức nguyên bản bao gồm giò thịt đúc thành hình bàn chân người, sử dụng hạt điều Brasil làm móng chân và nước sốt cà chua hoặc nước sốt thịt nướng làm máu.
Ban đầu món ăn được gọi là "Bloody Stump" (Mỏm cụt máu me) hay "Feet of Meat" (Thịt chân). Việc sử dụng tên "Feetloaf" lần đầu tiên được biết đến trong một cuộc phỏng vấn của Today Show vào năm 2014 với Laurin Sydney, Kathie Lee Gifford và Hoda Kotb. Bài viết trên MTV News cùng thời điểm đã gọi món ăn này là "Feet Loaf" (hai từ) và "Meat Foot". New York Times Magazine cũng đề cập đến món ăn là chủ đề trong một bài đăng trên Instagram của của Amy Sedaris năm 2016.
Vào năm 2019, The Washington Post đã giới thiệu feetloaf trong một bài báo trước lễ Halloween, trích dẫn dòng tweet của rapper Richard Wilson (được biết đến với nghệ danh Lil Rich Aka Crash). Theo đó, tweet có gần 28.000 lượt thích và 9.000 lượt retweet. Phiên bản công thức của món ăn trong bài viết có sự khác biệt khi dùng những mảnh vụn của hành tây để thay thế cho hạt điều và nửa củ hành tây dùng để mô phỏng mặt cắt của cổ chân, ngoài ra có thể sử dụng một cái cưa tay nhỏ thay cho dao và khay nướng cỡ một phần tư làm đĩa giống khay thí nghiệm. Chris Prosperi của NBC Connecticut cũng tiết lộ có đến "hàng tấn hình ảnh" về feetloaf trên internet.
Vào năm 2021, The Daily Mirror đã đưa tin về một biến thể của món ăn với pho mát phủ lên trên, được mô tả là "hoàn toàn kinh tởm".

## Trong tiểu thuyết
Món ăn từng được nhắc đến trong cuốn sách thiếu nhi The Hungry Thing vào năm 1967, trong đó một nhân vật là sinh vật kì dị với biển "Feed Me" ("Cho tôi ăn") treo trên cổ, đã yêu cầu được ăn feetloaf. Cuốn sách sử dụng sự thay đổi vần điệu để dẫn dắt người đọc từ một từ được tạo ra bởi nhân vật thành tên một món ăn có thật; "feetloaf" trở thành "beetloaf" và sau đó là "meatloaf".